# Győrság
Győrság es un pueblo húngaro situado en el distrito de Győr, en el condado de Győr-Moson-Sopron. Tiene una población estimada, a inicios de 2022, de 1599 habitantes.
Se conoce su existencia desde 1216, cuando es mencionado con el topónimo de "Saag". Originalmente no era un pueblo, sino un conjunto de asentamientos dispersos en torno a la abadía de Pannonhalma. El principal monumento del pueblo es el templo católico, obra barroca de mediados del siglo XVIII. La localidad adoptó su topónimo actual en 1908. Casi todos los habitantes son étnicamente magiares.
Se ubica unos 10 km al sureste de la capital condal, Győr, justo al norte de la ciudad de Pannonhalma.